# Arctodium discolor
Arctodium discolor là một loài bọ cánh cứng trong họ Glaphyridae. Loài này được Erichson miêu tả khoa học năm 1835.